# پلشه
پلشه (به چکی: Pleše) یک منطقهٔ مسکونی در جمهوری چک است که در ناحیه ییندریخوف هرادتس واقع شده‌است. پلشه ۹٫۸۳ کیلومتر مربع مساحت و ۱۸۴ نفر جمعیت دارد.